# Horsiese I
Hedyjeperra Horsiese, Horsiese I o Harsiese I, un faraón de la dinastía XXIII que gobernó de ca. 870 a 860 a. C. durante el Tercer periodo intermedio de Egipto. 

## Biografía
Horsiese fue un mandatario independiente, que gobernó en Tebas, siendo coetáneo del faraón Osorkon II.
Es visto por el eminente académico Kenneth Kitchen, en sus libros del tercer periodo intermedio de Egipto, como sumo sacerdote de Amón e hijo del sumo sacerdote de Amón, Sheshonq C. 
Las evidencias arqueológicas sugieren que era hijo de Sheshonq C, pero los estudios publicados por el egiptólogo alemán Karl Jansen-Winkeln en JEA 81 (1995) han demostrado que todos los documentos del primer rey, en donde aparece Horsiese, nunca fue sumo sacerdote de Amón. Horsiese I y su hijo [...du], cuya existencia se conoce por inscripciones en objetos funerarios de Coptos, sólo son citados como sacerdotes ordinarios de Amón. 
Es evidente que Horsiese I fue un rey independiente en Tebas durante la primera década del reinado de Osorkon II, pero también hubo un personaje diferente que se llamaba Horsiese: Horsiese B, que era el indiscutible sumo sacerdote de Amón, a quien se le encuentra con esta función al final del reinado de Osorkon II, en el año 6º de Sheshonq III y en los años 18º y 19º de Padibastet, según Jansen-Winkeln. 
Horsiese I pudo haber llegado a ser rey de Tebas antes de 4º Año de Osorkon II, y ciertamente gobernó Tebas durante la primera década el reinado de Osorkon II, como comenta Kitchen. El control de Osorkon II sobre esta gran ciudad está documentado en los textos del nilómetro de Karnak y reflejan que Horsiese había muerto por esta época. 

### Enterramiento
El egiptólogo inglés Aidan Dodson, en su libro de 1994, escribe del rey Horsiese: 
Fue enterrado en una tumba de Medinet Habu, en un sarcófago de granito (JE 60137) de la hermana de Ramsés II, Henutmira, y cubierto por una tapa con forma de halcón. Cuándo se encontraron los cuatro vasos canopos, estaban vacíos... No había vestigio de las tapas, sugiriendo que tales elementos pudieran haber sido de madera (material perecedero) (Dodson, p. 92) 
... el sarcófago de Horsiese es semejante en estilo, con forma de halcón, al ataúd de plata de Sheshonq II —Dodson: Las huellas del sarcófago y cartonage dorados de Osorkon II, pp. 88-89.

## Titulatura
| Titulatura | Jeroglífico | Transliteración (transcripción) - traducción - (referencias) |

| G5 |

| G5 |

| E2 · D40 | N28 | m | R19 |

| E2 · D40 | N28 | m | R19 |

| E2 · D40 | N28 | m | R19 |

| E2 · D40 | N28 | m | R19 |

| G5 |

| G5 |

| E2 · D40 | N28 | m | R19 |

| E2 · D40 | N28 | m | R19 |

| E2 · D40 | N28 | m | R19 |

| E2 · D40 | N28 | m | R19 |

| N5 | S1 | L1 | i | mn · n | U21 · n |

| N5 | S1 | L1 | i | mn · n | U21 · n |

| N5 | S1 | L1 | i | mn · n | U21 · n |

| N5 | S1 | L1 | i | mn · n | U21 · n |

| N5 | S1 | L1 | i | mn · n | U21 · n |

| N5 | S1 | L1 | i | mn · n | U21 · n |

| N5 | S1 | L1 | i | mn · n | U21 · n |

| N5 | S1 | L1 | i | mn · n | U21 · n |

| N5 | S1 | L1 | i | mn · n | U21 · n |

| N5 | S1 | L1 | i | mn · n | U21 · n |

| N5 | S1 | L1 | i | mn · n | U21 · n |

| N5 | S1 | L1 | i | mn · n | U21 · n |

| N5 | S1 | L1 | i | mn · n | U21 · n |

| N5 | S1 | L1 | i | mn · n | U21 · n |

| N5 | S1 | L1 | i | mn · n | U21 · n |

| N5 | S1 | L1 | i | mn · n | U21 · n |

| G5 | H8 · Z1 | t | \| \| | Q1 |
|    |         |   |       |    |

|  |

| G5 | H8 · Z1 | t | \| \| | Q1 |
|    |         |   |       |    |

|  |

| G5 | H8 · Z1 | t | \| \| | Q1 |
|    |         |   |       |    |

|  |

| G5 | H8 · Z1 | t | \| \| | Q1 |
|    |         |   |       |    |

|  |

| G5 | H8 · Z1 | t | \| \| | Q1 |
|    |         |   |       |    |

|  |

| G5 | H8 · Z1 | t | \| \| | Q1 |
|    |         |   |       |    |

|  |

| G5 | H8 · Z1 | t | \| \| | Q1 |
|    |         |   |       |    |

|  |

| G5 | H8 · Z1 | t | \| \| | Q1 |
|    |         |   |       |    |

|  |

| G5 | H8 · Z1 | t | \| \| | Q1 |
|    |         |   |       |    |

|  |

| G5 | H8 · Z1 | t | \| \| | Q1 |
|    |         |   |       |    |

|  |

| G5 | H8 · Z1 | t | \| \| | Q1 |
|    |         |   |       |    |

|  |

| G5 | H8 · Z1 | t | \| \| | Q1 |
|    |         |   |       |    |

|  |

| G5 | H8 · Z1 | t | \| \| | Q1 |
|    |         |   |       |    |

|  |

| G5 | H8 · Z1 | t | \| \| | Q1 |
|    |         |   |       |    |

|  |

| G5 | H8 · Z1 | t | \| \| | Q1 |
|    |         |   |       |    |

|  |

| G5 | H8 · Z1 | t | \| \| | Q1 |
|    |         |   |       |    |

|  |

| i | mn · n · N36 | G5 | H8 · Z1 | t | \| \| | Q1 |
|   |              |    |         |   |       |    |

|  |

| i | mn · n · N36 | G5 | H8 · Z1 | t | \| \| | Q1 |
|   |              |    |         |   |       |    |

|  |

| i | mn · n · N36 | G5 | H8 · Z1 | t | \| \| | Q1 |
|   |              |    |         |   |       |    |

|  |

| i | mn · n · N36 | G5 | H8 · Z1 | t | \| \| | Q1 |
|   |              |    |         |   |       |    |

|  |

| i | mn · n · N36 | G5 | H8 · Z1 | t | \| \| | Q1 |
|   |              |    |         |   |       |    |

|  |

| i | mn · n · N36 | G5 | H8 · Z1 | t | \| \| | Q1 |
|   |              |    |         |   |       |    |

|  |

| i | mn · n · N36 | G5 | H8 · Z1 | t | \| \| | Q1 |
|   |              |    |         |   |       |    |

|  |

| i | mn · n · N36 | G5 | H8 · Z1 | t | \| \| | Q1 |
|   |              |    |         |   |       |    |

|  |

| i | mn · n · N36 | G5 | H8 · Z1 | t | \| \| | Q1 |
|   |              |    |         |   |       |    |

|  |

| i | mn · n · N36 | G5 | H8 · Z1 | t | \| \| | Q1 |
|   |              |    |         |   |       |    |

|  |

| i | mn · n · N36 | G5 | H8 · Z1 | t | \| \| | Q1 |
|   |              |    |         |   |       |    |

|  |

| i | mn · n · N36 | G5 | H8 · Z1 | t | \| \| | Q1 |
|   |              |    |         |   |       |    |

|  |

| i | mn · n · N36 | G5 | H8 · Z1 | t | \| \| | Q1 |
|   |              |    |         |   |       |    |

|  |

| i | mn · n · N36 | G5 | H8 · Z1 | t | \| \| | Q1 |
|   |              |    |         |   |       |    |

|  |

| i | mn · n · N36 | G5 | H8 · Z1 | t | \| \| | Q1 |
|   |              |    |         |   |       |    |

|  |

| i | mn · n · N36 | G5 | H8 · Z1 | t | \| \| | Q1 |
|   |              |    |         |   |       |    |

|  |

| R8 | U36 | D1 · Q3 · N35 | M17 | Y5 · N35 · N5 · Z1 | M23 | X1 · Z2ss | R8 | G5 | H8 · Z1 | t | \| \| | Q1 |
|    |     |               |     |                    |     |           |    |    |         |   |       |    |

|  |

| R8 | U36 | D1 · Q3 · N35 | M17 | Y5 · N35 · N5 · Z1 | M23 | X1 · Z2ss | R8 | G5 | H8 · Z1 | t | \| \| | Q1 |
|    |     |               |     |                    |     |           |    |    |         |   |       |    |

|  |